# Rue Berthollet
Pour les articles homonymes, voir Berthollet.
La rue Berthollet est une voie située dans le 5e arrondissement de Paris dans le quartier du Val-de-Grâce.

## Situation et accès
La rue Berthollet est accessible à proximité par la ligne de métro 7 à la station Censier - Daubenton.
Elle croise la rue Flatters, la rue des Lyonnais et la rue de l'Arbalète.

## Origine du nom

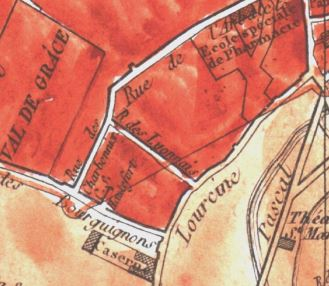
Ancienne rue de Charbonniers - plan de Paris d'Ambroise Tardieu - 1839.

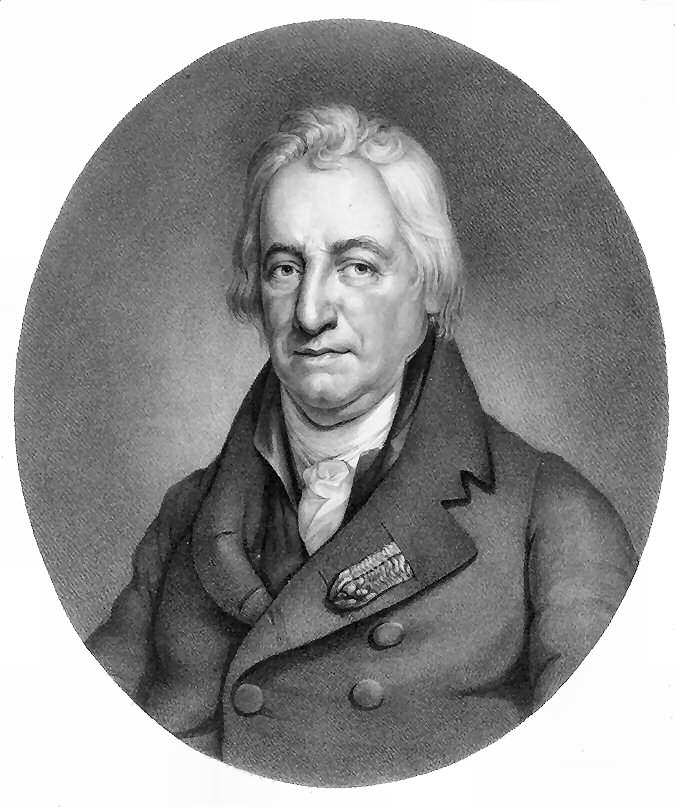
Claude-Louis Berthollet (portrait gravé).

Elle porte le nom du chimiste français Claude-Louis Berthollet (1748-1822).

## Historique
Cette voie est déjà en partie présente en 1540, entre la rue de l'Arbalète et l'ancienne rue des Bourguignons aujourd'hui disparue, sous le nom de « chemin des Charbonniers », puis de « rue des Charbonniers », et enfin de « rue des Charbonniers-Saint-Marcel ».
Elle est complètement ouverte en 1857 afin de relier le boulevard de Port-Royal à la rue Claude-Bernard et intègre la portion de l'ancienne rue. Elle prend, sa dénomination actuelle par décret du 2 mars 1864.

## Bâtiments remarquables et lieux de mémoire
- La rue Berthollet longe l'hôpital du Val-de-Grâce sur sa partie orientale.
- No 5 : Jules Laforgue habita dans sa jeunesse à cette adresse de 1879 à juillet 1881[2].
- No 8 : l'imprimeur Ernest Le Deley y habita dans les années 1880.
- No 17 : en 1945, Clara Malraux emménage seule avec sa fille Florence dans cet immeuble.
- No 22 : lieu de naissance le 22 novembre 1882 et d'enfance du poète et dramaturge français Charles Vildrac[3].

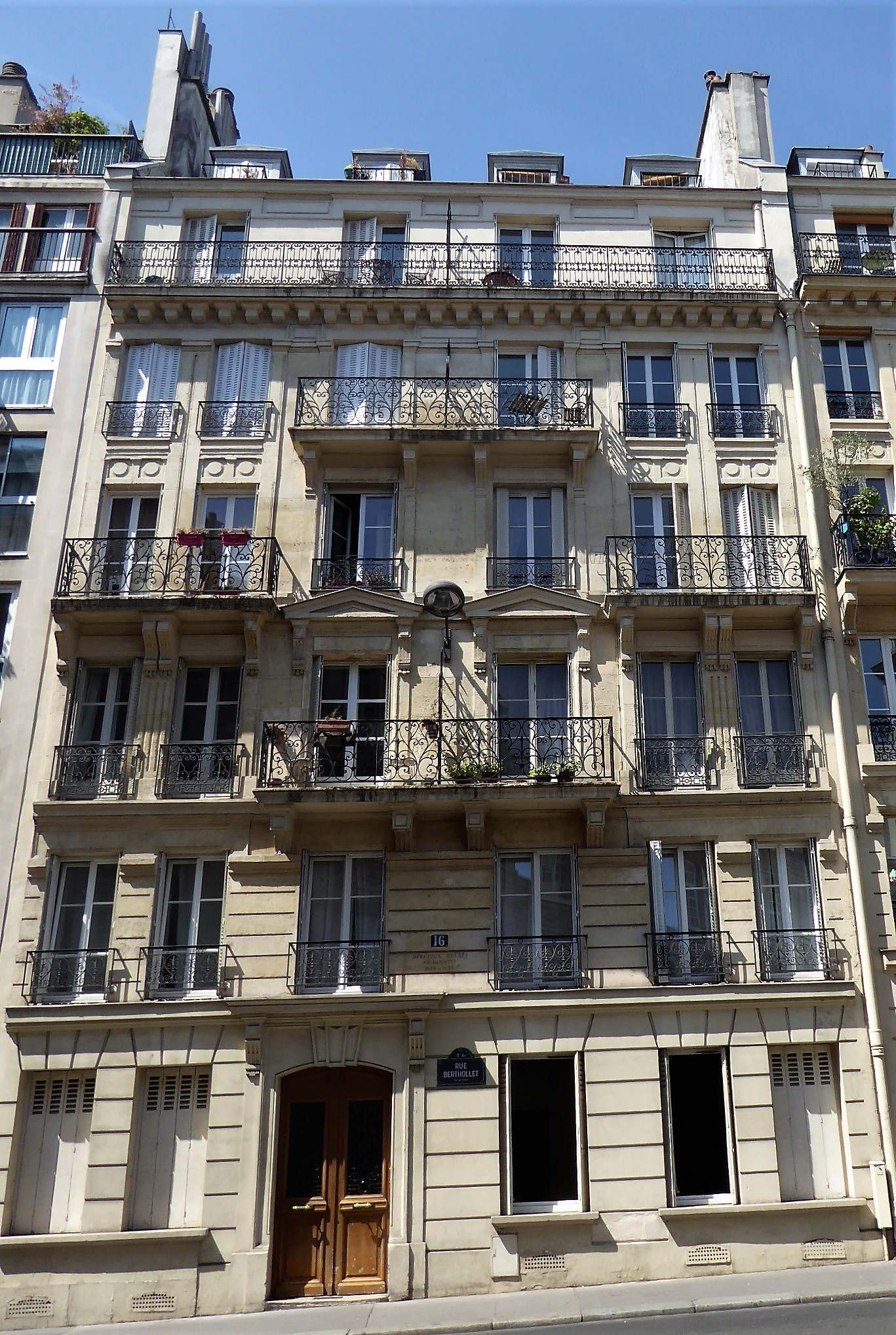
Immeuble au no 16.
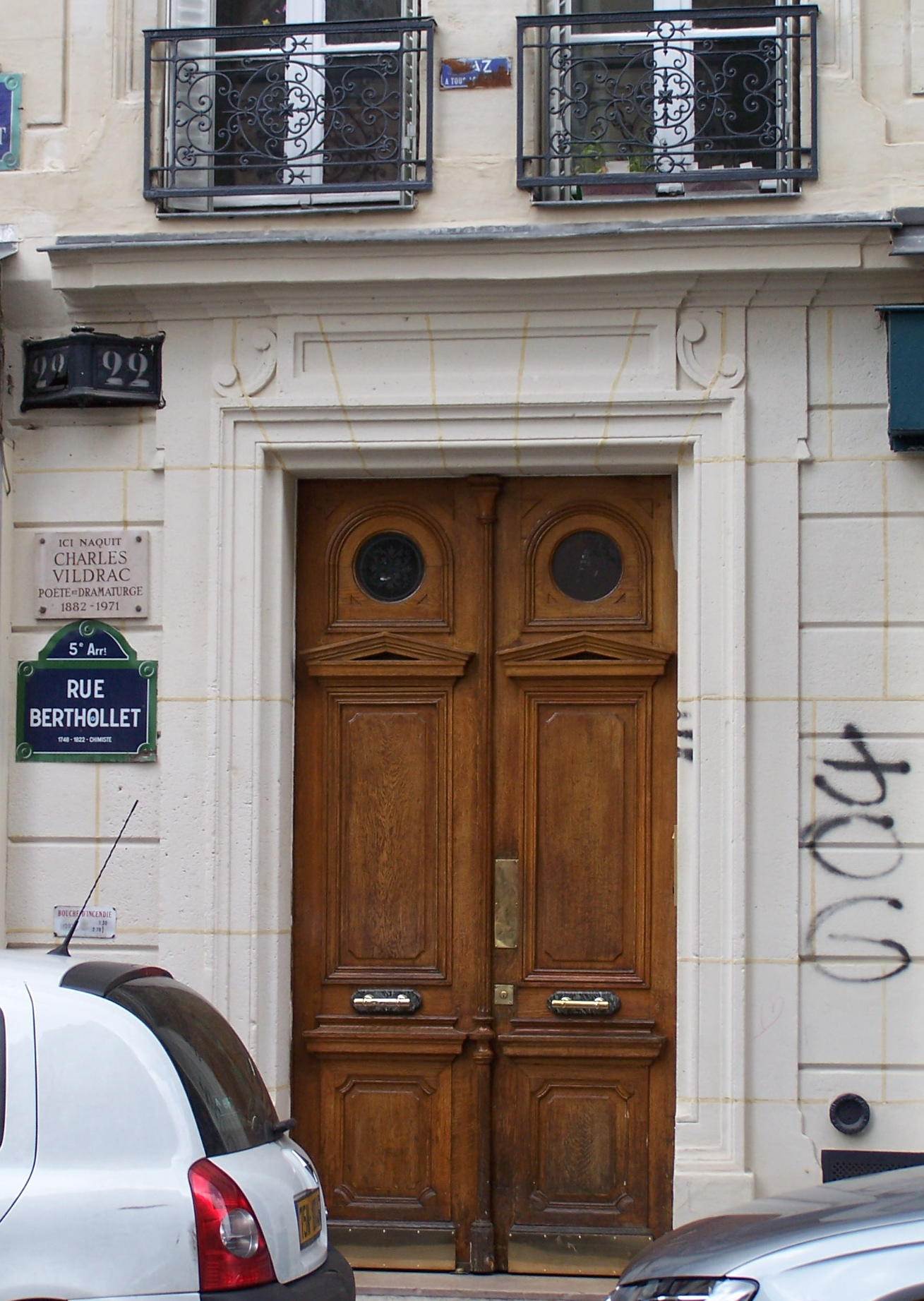
Maison de naissance de Charles Vildrac et plaque au no 22.